# 瀬端正之
瀬端 正之（せばた まさゆき、1930年1月25日 - 2007年10月8日）は、日本の歯学者、歯科医師。東京歯科大学名誉教授、元歯科矯正学講座教授

## 経歴
1954年東京歯科大学卒業、以後同大学にて勤務し、1976年同大学主任教授に就任、1995年に名誉教授となる。
1961年 東京医科大学より医学博士の学位を得る。論文名は「咬傷に関する法医学的研究」。
2007年10月8日、肺炎のため死去。

## 著書
- E.Hösl 他『歯周と矯正 : 歯周治療と成人矯正の基礎と臨床』監訳 山村武夫、瀬端正之 訳 下野正基、古賀正忠、クインテッセンス出版、1986年8月。ISBN 4874171907。
- 桑原洋助、鈴木祥井、瀬端正之 編『カラーアトラス 矯正歯科の臨床』医歯薬出版、1987年8月。ISBN 978-4-263-40469-0。
- 瀬端正之 他 著、本橋康助、岩澤忠正 編『混合歯列期の治療(2)』医歯薬出版〈歯科矯正臨床アトラス＜II＞〉、1988年2月。ISBN 978-4-263-40582-6。
- 瀬端正之 他 著、本橋康助、岩澤忠正 編『永久歯列期の治療・成人矯正・チームアプローチ・唇顎口蓋裂』医歯薬出版〈歯科矯正臨床アトラス＜III＞〉、1990年5月。ISBN 978-4-263-40583-3。
- 飯塚哲夫、岩澤忠正、瀬端正之、本橋康助 編『歯科矯正学』（第3版）医歯薬出版、1991年9月。ISBN 978-4-263-40073-9。
- Lawrence F. Andrew『ストレートワイヤー法 : 基礎理論と装置』監訳 古賀正忠 校閲 瀬端正之 訳 荒川幸雄 他、医学情報社、1993年5月。 NCID BN09173998。
- 瀬端正之 他 著、坂東永一、三谷英夫、上村修三郎、中沢勝宏 編『顎機能障害　新しい診断システムと治療指針』医歯薬出版〈アドバンスシリーズ〔2〕〉、1993年12月。ISBN 978-4-263-45162-5。

## 所属学会
- 日本矯正歯科学会

| 学職                | 学職                                  | 学職                |
| ------------------- | ------------------------------------- | ------------------- |
| 先代 山本義茂 第4代 | 東京歯科大学 歯科矯正学主任教授 第5代 | 次代 一色泰成 第6代 |